# Нуманохата (станция)
Станция Нуманохата (яп. 沼ノ端駅 нуманохата эки) — железнодорожная станция в японском городе Томакомай, обслуживаемая компанией JR Hokkaido. На этой станции можно использовать Kitaca (смарт-карта).

## История
Станция Нуманохата была открыта 1 февраля 1898 года. С приватизацией JNR она перешла под контроль JR Hokkaido.

## Линии
- JR Hokkaido
  - Главная линия Муроран
  - Линия Титосэ

## Планировка
Платформы
| 1 | ■Линия Титосэ  | на станции Томакомай и Муроран |  |
| 2 | ■Линия Муроран | на станции Томакомай и Муроран |  |
| 3 | ■Линия Муроран | на станции Ивамидзава          |  |
| 3 | ■Линия Титосэ  | на станции Саппоро             |  |